# 二花蝴蝶草
二花蝴蝶草（学名：Torenia biniflora），为玄参科蝴蝶草属下的一个种。

## 扩展阅读
維基物種上的相關：二花蝴蝶草